# Vintage A
A Vintage A Hajasibara Megumi nagylemez-válogatásalbuma, mely 2000. június 21-én jelent meg a King Records kiadó jóvoltából. Az albumon azok a dalok szerepelnek, mely az adott korábbi albumot ismertté, kedveltté tették.

## Dalok listája
1. Joake no Shooting Star 4:50
  - Eredeti album: Whatever
2. Vatasi ni Happy Birthday 4:07
  - Eredeti album: Perfume
3. Ganbatte! 4:08
  - Eredeti album: Shamrock
4. Macsi he Dejó 3:55
  - Eredeti album: Enfleurage
5. Fuvari 4:42
  - Eredeti album: Fuvari
6. How How Bear 4:22
  - Eredeti album: Perfume
7. Bon Voyage! 4:26
  - Eredeti album: Sphere
8. Tokyo Boogie Night 3:02
  - Eredeti album: Whatever
9. Hesitation 4:53
  - Nem jelent meg albumon
10. Mannacu no Valantine 4:27
  - Eredeti album: Half and, Half
11. Dance with Me... Szaigo no Paradise 4:42
  - Eredeti album: Sphere
12. Kokoro no Planet 5:28
  - Eredeti album: Enfleurage
13. Good Luck! 4:35
  - Eredeti album: Iravati
14. Tamasii no Rufuran 5:28
  - Eredeti album: Iravati
15. Fly Me to the Moon 4:33
  - Eredeti album: Bertemu
16. Thirty 4:50
  - Eredeti album: Iravati
17. Kimi no Answer 3:55
  - Eredeti album: Half and, Half